# Воображаемый музей
Воображаемый музей — эссе Андре Мальро, впервые изданное в 1947 году и позже вошедшее (в качестве первой части) в роман «Голос тишины», изданный в 1951 году. Третье, существенно переработанное, издание было опубликовано в 1965 году. 

## Воображаемый музей Андре Мальро
Музей ввёл новую связь между произведениями искусства. Это исследование и размышление над феноменами в истории искусств, возникающими в период Возрождения и существующими только в Европе.
Этот принципиально новый способ выстраивания взаимоотношений между произведениями согласно их функциям приводит к тому, что Мальро называет метаморфозами. Распятие не отображает распятие, портрет не является портретом кого-то; произведения искусства всегда были фиксациями двух плоскостей реальности — или той, что реально объективно существует (природа, человек), или не существующей (религия, драмы). Больше не рассматривается сугубо украшательская, пышная (золото, декор) плоскость искусства, а рассматриваются идеи отображаемого.
Противопоставление этих плоскостей искусства, концептуализация отображаемого, исследование метаморфоз в искусстве являются совершенно новым способом понимания истории искусства.
Это противостояние противоречий являет собой осознание поисков всего возможного — искусства, воссоздания вселенной образов, осознания роли человека в этом процессе и, в связи с этим, новых идей в гуманизме. Для Мальро, человек воссоздаёт мир перед богом и завоёвывает реальность особым методом — искусством, в чём и есть смысл его жизни вопреки забвению и смерти. Золото, как издревле почитаемый драгоценный металл, являет собой воображаемый музей, так как не несёт ценности само по себе, а ценно для конкретного реципиента. Метафорический музей — это результат случайностей, курьёзов. Путешествие — метафора репрезентации образов в памяти, которая длится до смерти человека.